# Windkinder
Opera News, „Kunst ohne Dachschaden“.

Link zum Bild

Windkinder ist eine Metallskulptur beim Sportgelände in Waldenburg in Hohenlohe. Das 6 Meter hohe Werk aus Stahl besteht aus einer Bodenplatte und Figuren von fünf Kindern, einer Mutter und einer Katze, die um 6 Stahlrohre gruppiert sind, welche unterschiedliche, bemalte Windspiele tragen.

## Geschichte
Das Kunstwerk ist ein Gemeinschaftskunstwerk. Es entstand 2007 im Rahmen des 50-jährigen Jubiläums des Albert-Schweitzer-Kinderdorfes zusammen mit weiteren Kunstwerken in der Stadt. Die Leitung des Kinderdorfes mit Renate Mutschler-Schüz bat den lokalen Metallkünstler Ulrich Mehlig aus Schwäbisch Hall um einen Entwurf. Die Gestaltung des Kunstwerks wurde in Zusammenarbeit mit 30 Auszubildenden der Firma Stahl und Schülern der Josef-Helmer-Schule Waldenburg ausgeführt.